# Lila (color)

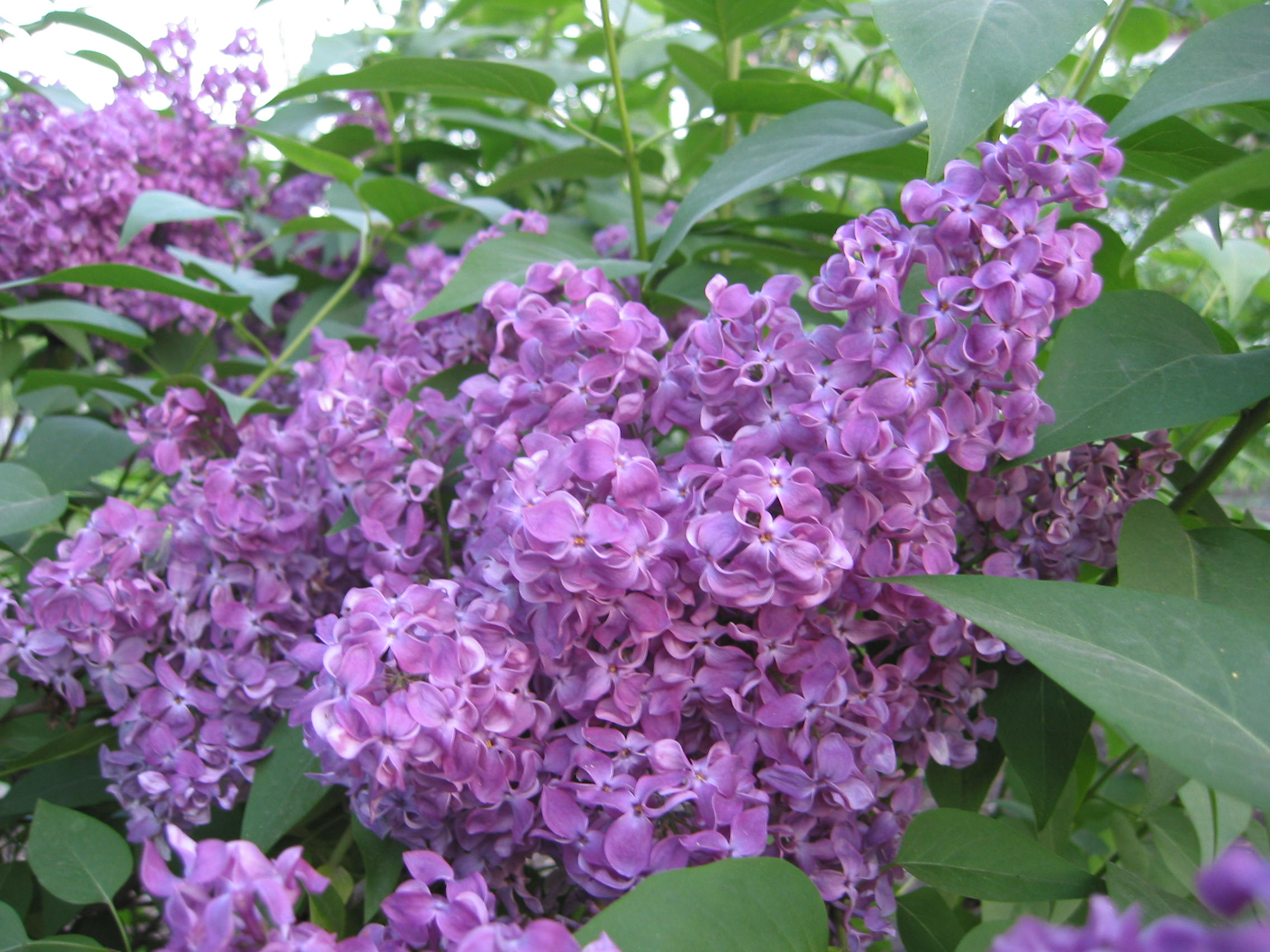
Lila común.

Lila define un color claro perteneciente a la gama del morado y es similar al lavanda y al malva. 
El referente es el color de la lila, flor que da su nombre a este color.

### Indumentaria deportiva
El lila es el color distintivo de los uniformes deportivos del equipo de fútbol Club Social y de Deportes Concepción.

## Variedad
La siguiente lista incluye variedades de lila y similares:
| Nombre         | Muestra | Cod. Hex. | RGB | RGB | RGB | HSV  | HSV | HSV  |
| -------------- | ------- | --------- | --- | --- | --- | ---- | --- | ---- |
| Lila claro     |         | #DCD0FF   | 220 | 208 | 255 | 255° | 18% | 100% |
| Lila lavanda   |         | #D3C1DD   | 211 | 193 | 221 | 279° | 13% | 87%  |
| Lila francés   |         | #DEB7D9   | 222 | 183 | 217 | 308° | 18% | 87%  |
| Malva          |         | #E0B0FF   | 224 | 176 | 255 | 276° | 31% | 100% |
| Lila (Crayola) |         | #D891EF   | 216 | 145 | 239 | 285° | 39% | 94%  |
| Lila           |         | #C8A2C8   | 200 | 162 | 200 | 300° | 19% | 78%  |
| Lavanda        |         | #B57EDC   | 181 | 126 | 220 | 275° | 43% | 86%  |
| Lila           |         | #B666D2   | 182 | 102 | 210 | 284° | 51% | 82%  |
| Lila           |         | #9E81B9   | 158 | 129 | 185 | 271° | 30% | 73%  |

### Colores web
Dentro de los colores web X11, las coloraciones más próximas son las siguientes:
| Nombre                  | Muestra | Cod. Hex. | RGB | RGB | RGB | HSV  | HSV | HSV |
| ----------------------- | ------- | --------- | --- | --- | --- | ---- | --- | --- |
| Cardo (Thistle)         |         | #D8BFD8   | 216 | 192 | 216 | 300° | 24% | 80% |
| Ciruela (Plum)          |         | #DDA0DD   | 221 | 160 | 221 | 300° | 28% | 87% |
| Orquídea (MediumOrchid) |         | #BA55D3   | 186 | 85  | 211 | 288° | 60% | 83% |

## Galería

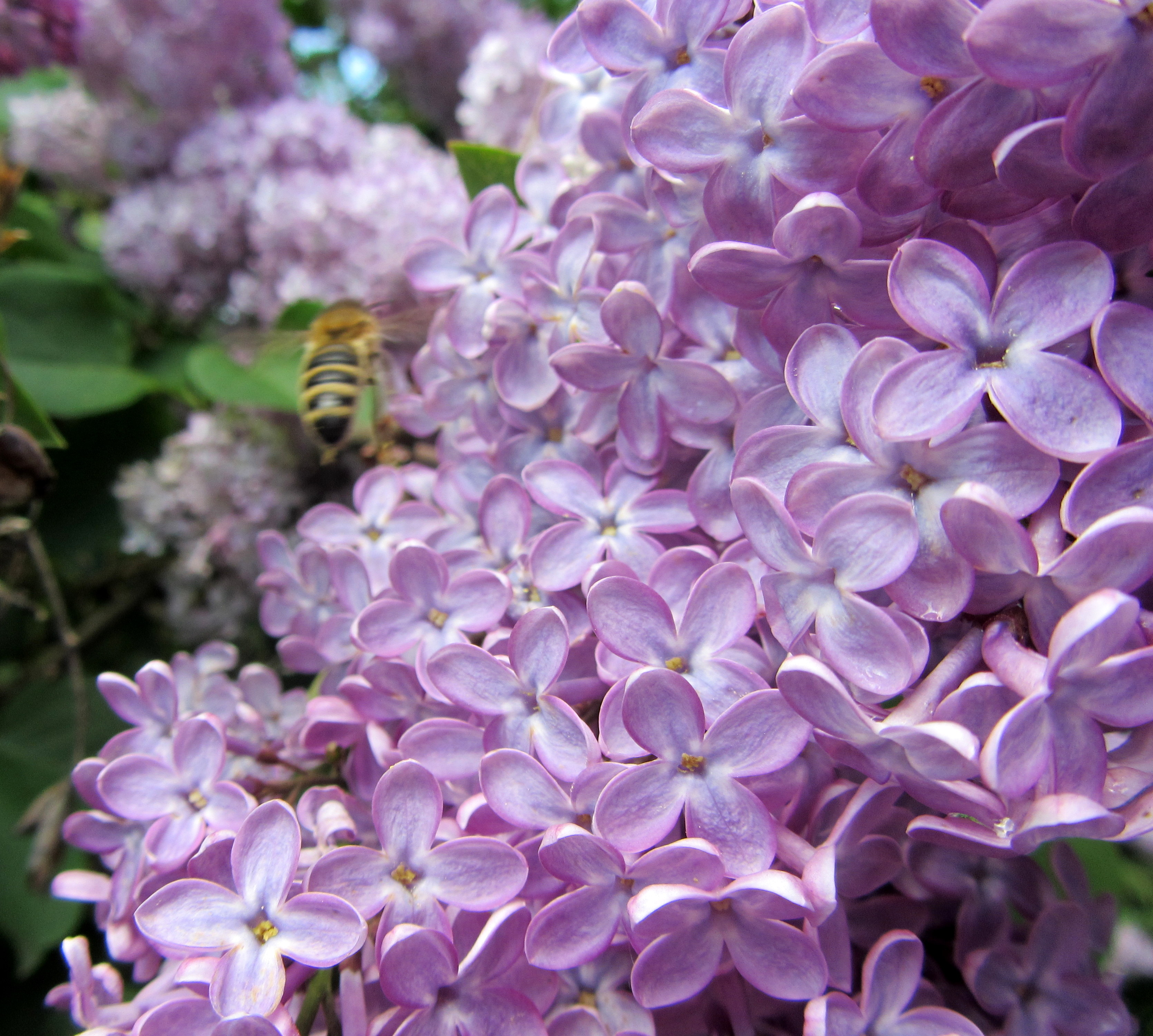
Lila común
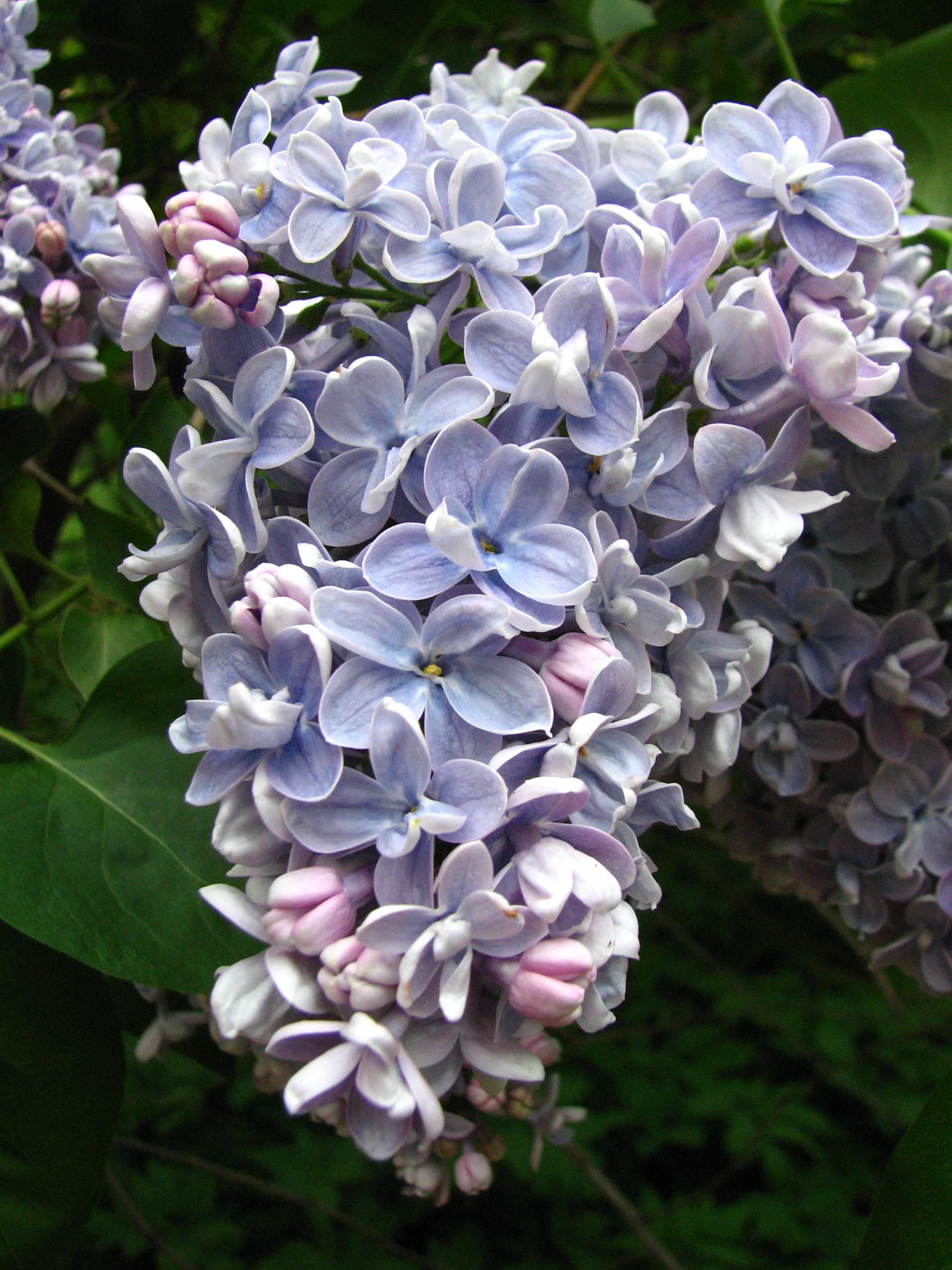
Lilas de color claro
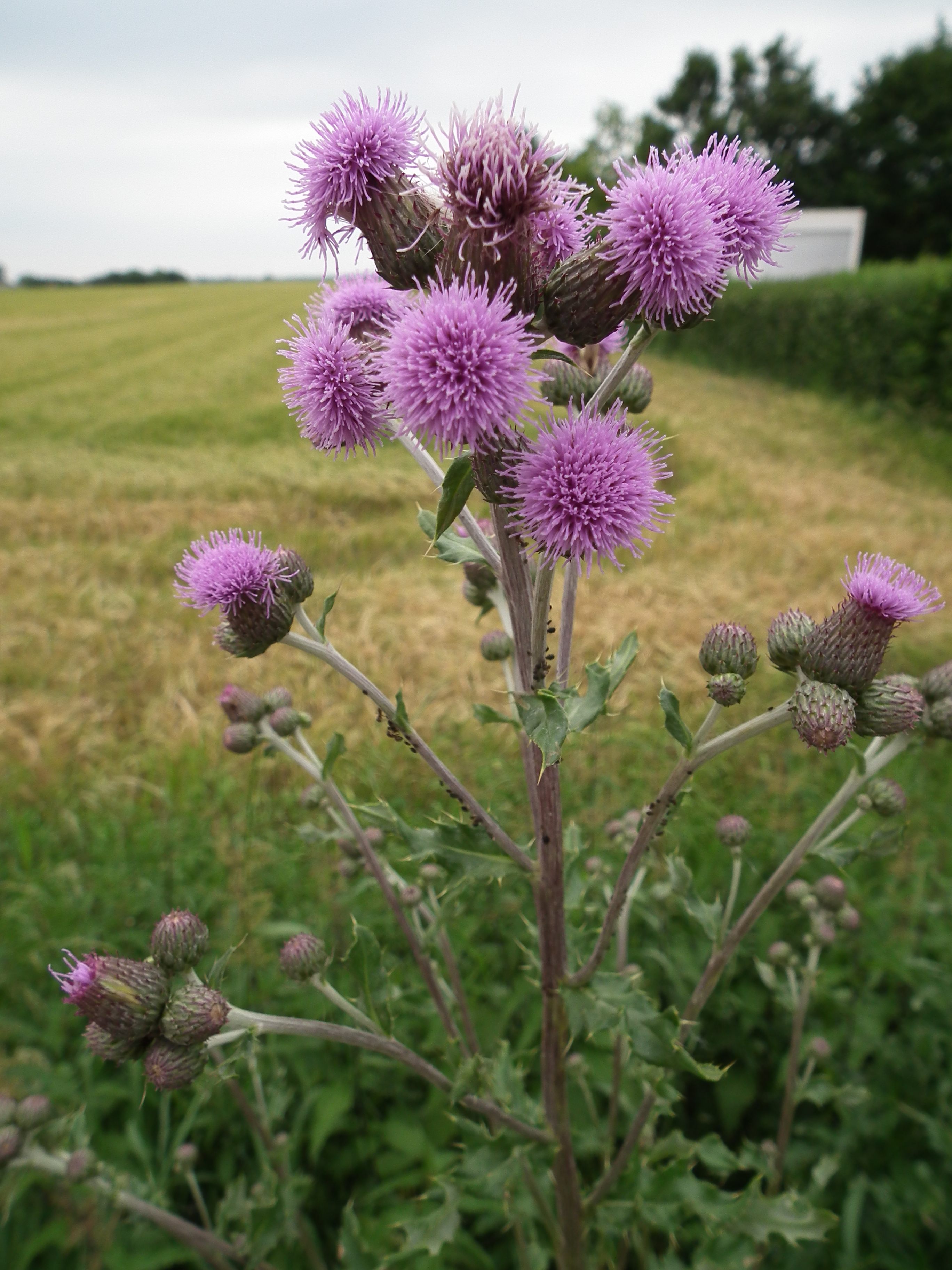
Cardos
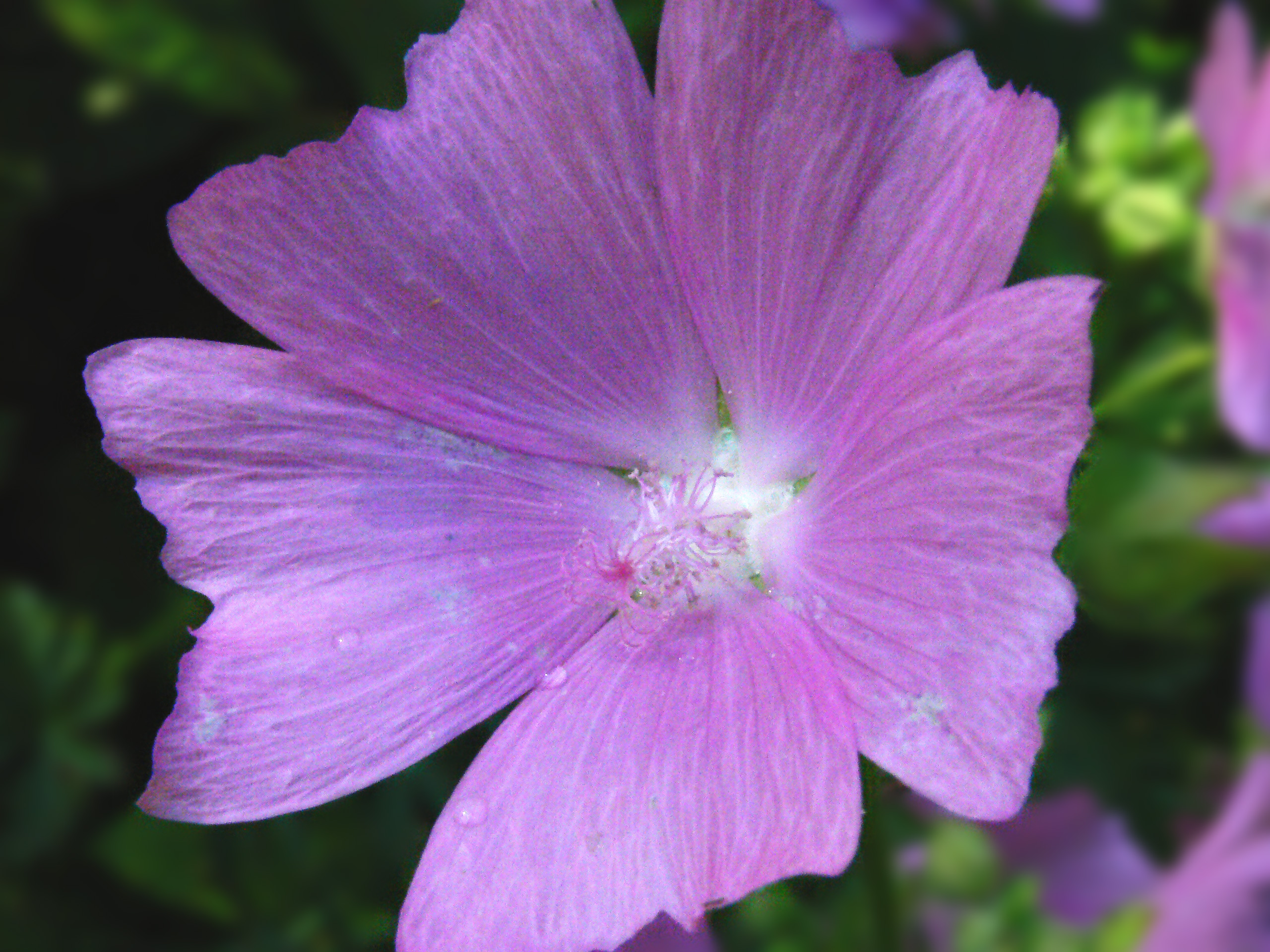
Malva alcea
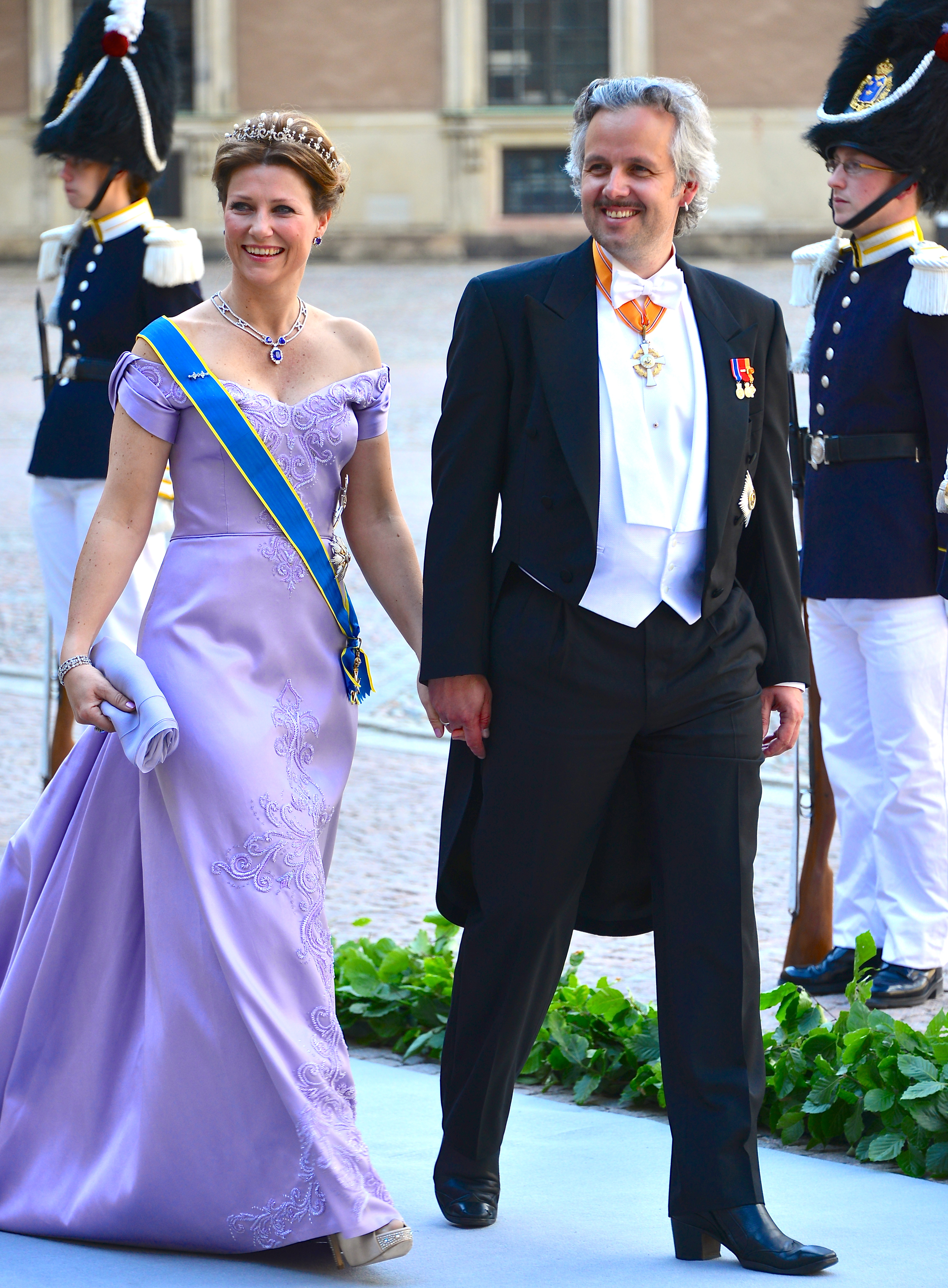
Vestido Lila (princesa Marta Luisa de Noruega)